# Lili Sohn
Lili Sohn, nom de plume d’Aurélie Sohn, est une auteure de bande dessinée française née le 29 août 1984 à Strasbourg. Elle est aussi réalisatrice et scénariste.
À la suite de la découverte d'un cancer du sein, elle est connue pour avoir ouvert un blog BD, narrant avec humour et en couleurs son quotidien et sa maladie, qu'elle décline en bandes dessinées.

## Biographie
Lili Sohn grandit dans le village de Kolbsheim. Elle étudie les arts appliqués et les arts visuels à l'Université de Strasbourg II. En 2009, elle s'installe à Montréal (Canada) et travaille en tant que graphiste dans la compagnie de jeu vidéo Ubisoft.

### La Guerre des Tétons
En 2014, à l'âge de 29 ans, un cancer du sein lui est diagnostiqué, et Lili Sohn ouvre un blog BD, Tchao Günther, afin de raconter son quotidien, ses émotions, ses interactions avec le milieu médical et la découverte de sa maladie. Elle est contactée par Parfum d'Encre (La Courte Échelle, maison d'édition québécoise), afin de publier un livre à partir de son blog.
En septembre 2014, La Guerre des Tétons : Tome 1 Invasion, est publiée au Québec. La version française sort en mars 2015 aux éditions Michel Lafon,,, suivie de La Guerre des Tétons: Tome 2 Extermination en octobre 2015.
En 2015, une fois ses traitements terminés, elle s'installe à Marseille pour se lancer à plein temps dans la bande dessinée et l'illustration. 
En 2024, grâce à l'album Sultana, dont l'action se situe à Marseille, un album accueilli favorablement par la critique, elle est lauréate, avec la dessinatrice Élodie Lascar, du prix Artémisia 2024.

## Publications

### Album
- La Guerre des Tétons: Tome 1 Invasion (texte et dessin), Éditions Michel Lafon, Éditions Parfum d'Encre, 2014
- La Guerre des Tétons: Tome 2 Extermination (texte et dessin), Éditions Michel Lafon. 2015
- La Guerre des Tétons: Tome 3 Mutation (texte et dessin), Éditions Michel Lafon. 2016
- Vagin Tonic (texte et dessin), Éditions Casterman, 2018
- Mama? Mon auto-déconstruction de l'instinct maternel (texte et dessin), Éditions Casterman, 2019
- Partir, Sur les chemins de Compostelle (texte et dessin), Éditions Casterman, 2022
- Sultana, dessin de Élodie Lascar, Éditions Steinkis, prix Artémisia[6], 2023
- Chroniques du Grand Domaine (texte et dessin), Éditions Delcourt, 2024
- Nos Poils, Mon année d'exploration du poil féminin (texte et dessin), Éditions Casterman, 2025

## Réalisations
- Digitale détox un documentaire de Fanny Fontan et Lili Sohn, octobre 2021, produit par France 3 Occitanie et Big Compagnie,
- Digitale détox la série de Fanny Fontan et Lili Sohn, mai 2022 ,produit par France 3 Occitanie et Big Compagnie,

## Podcast
- Chroniques du Grand Domaine série de Lili Sohn et Théo Boulenger , 4 épisodes produit par 13 PRODS en association avec les éditions Delcourt. Ce projet a reçu le soutien du Ministère de la Culture et du Musée d’Histoire de la Ville de Marseille. Podcast disponible sur toutes les plateformes.

## Expositions
- Sein(s): une autre histoire de cancer présenté durant le Festival Mode et Design de Montréal et exposé au CUSM, Hôpital Glen de Montréal (Canada)[7],[8].
- Une autre Histoire de cancer: photos et illustrations avec Jenn Pocobene et Julia Marois, présenté au Point Ephémère, octobre 2026, en collaboration avec Rose Magazine et BMS.
- Partir: expositions des planches de l'ouvrage Partir sur les chemins de Compostelle, cathédrale d’Angoulême, janvier 2023, durant le FIBD par le festival de la BD Chrétienne.
- Chroniques du Grand Domaine: expositions des planches de l'ouvrage, d'objets personnels des voisins et écoute du podcast, mai 2024, Musée d'Histoire de Marseille.